# جرجار (ثياب)
الجرجار هو زي نسائي نوبي عبارة عن رداء شفاف يصل طوله الكعبين من الأمام ولكن يذداد من الخلف فعند سير المرأة يخفي اثآر أقدامها  ويصنع من الدانتيلا الأسود أو الشيفون ذو أكمام طويلة واسعة ذات نهاية مكشكشة ، ويضم طرحة (غطاء الرأس) تصل لمترين من نفس خامة القماش تغطى الكتف و الصدر ولا تظهر غير الوجه خلال التفافها حول الرأس.